# Христианство в Казахстане

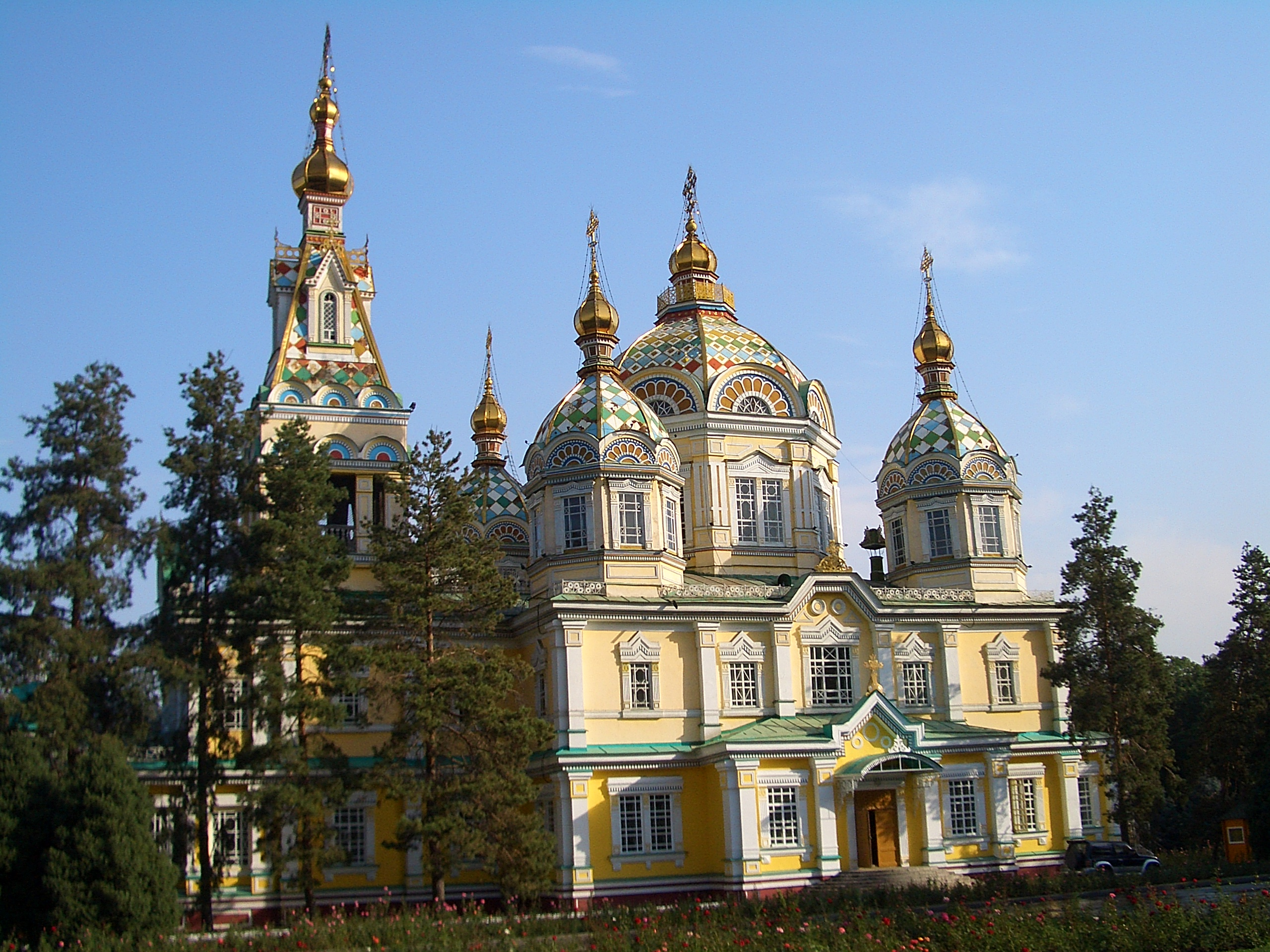
Вознесенский кафедральный собор Алматы

Христианство — одна из самых многочисленных религиозных групп в Казахстане, по состоянию на 2009 год к христианам себя причисляло около 4,2 млн человек или порядка 26,2 % населения Республики, причем большинство отождествляет себя с православием.
В Казахстане на законном основании действуют церкви всех христианских направлений, включая православные, католические и протестантские церкви. Христианские церкви Казахстана стремятся поддерживать межконфессиональный богословский диалог, стремясь развивать отношения для совместного осуществления деятельности, включая благотворительные и иные социальные проекты.

## История христианства в Центральной Азии
Несторианство было первой христианской ветвью, появившейся на территории Казахстана. Махмуд Кашгари, приводит личное свидетельство о том, что в юго-восточном Дешти-Кипчаке (Великой Степи), Узгенском царстве и Тюркском каганате существовали и процветали общины с центром в Согде (Самарканде). По словам Кашгари «в Исфиджабе и Таразе, в Кашгаре и Узгенде вплоть до Кубы (Кувы) жил народ согдак, исповедующий Масиха (Иисуса Христа) и говоривший на двух языках: согдийском и тюркском)». Позже Рубрук отмечал наличие армянских монастырей в степи по пути следования в Каракорум.
После обретения независимости и принятия свободы совести многие протестантские общины смогли получить законный статус на территории республики. Сегодня на территории Казахстана 26 % населения исповедуют христианство. Формально наиболее распространённой ветвью христианства является православие, однако, учитывая степень Воцерковления и Посещаемость церкви не превышающую для православных церквей 4 %, фактическое число православных христиан составляет лишь около 1 %, что соответствует примерно 156 тысячам человек. В свою очередь число протестантов в Республике Казахстан превышает это число по меньшей мере в 2 раза.

## Православие
На территории Казахстана расположен Казахстанский Митрополичий округ, являющийся канонической территорией Русской православной церкви Московского Патриархата. Митрополичий округ разделён на девять епархий: Астанайскую и Алма-атинскую, Чимкентскую и Таразскую, Уральскую и Актюбинскую, Карагандинскую и Шахтинскую, Павлодарскую и Экибазтузскую, Усть-Каменогорскую и Семипалатинскую, Кустанайскую и Рудненскую, Петропавловскую и Булаевскую и Кокшетаусскую и Акмолинскую. Главой Митрополичьего округа является митрополит Астанайский и Казахстанский Александр (Могилев). Казахстанский Митрополичий округ был образован 7 мая 2003 году решением Священного Синода. На территории округа в городе Алматы находится Православная Духовная семинария, в честь святителя Филарета, митрополита Московского.

## Католицизм

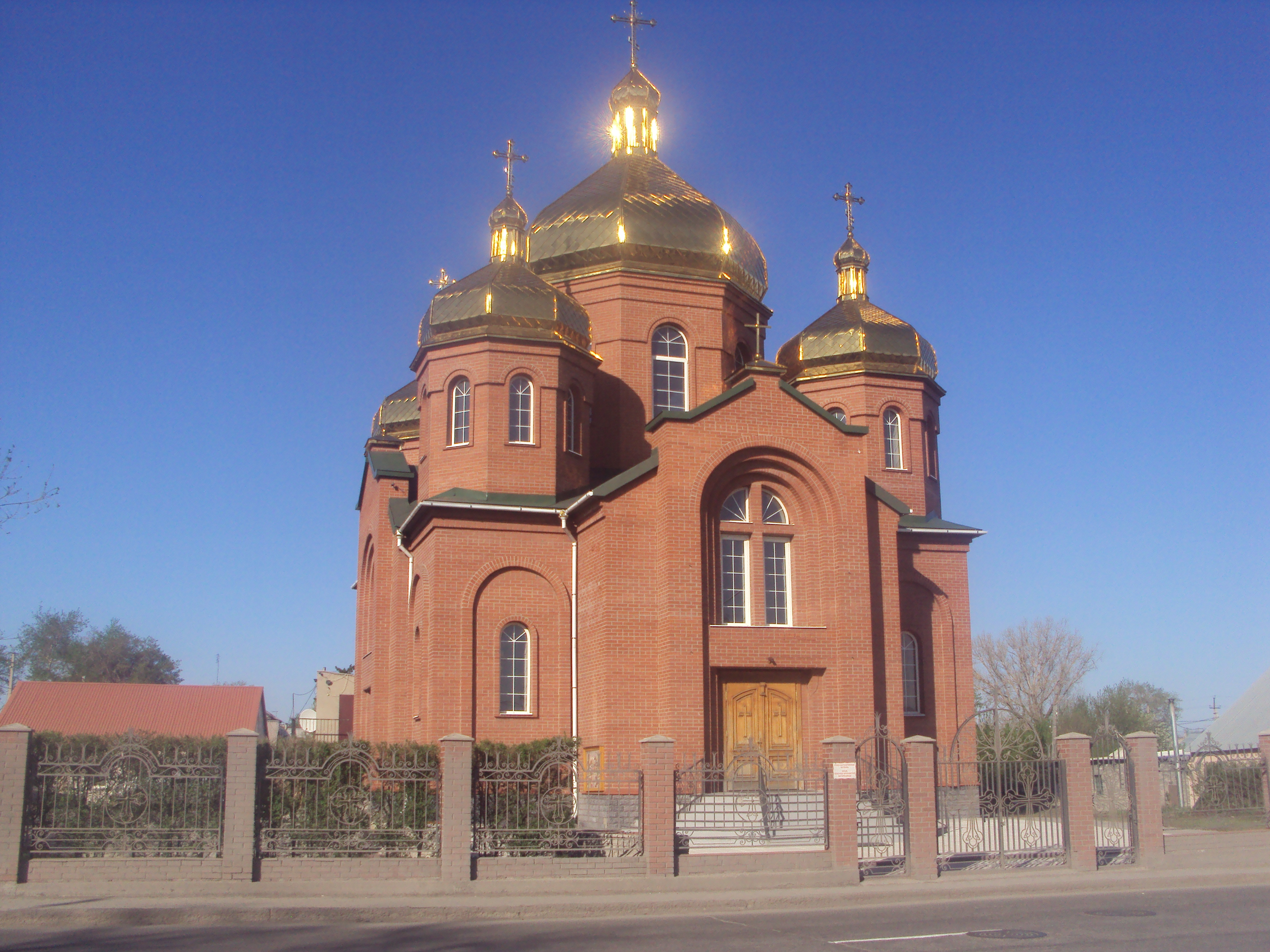
Греко-католическая церковь Покрова Пресвятой Богородицы Караганды

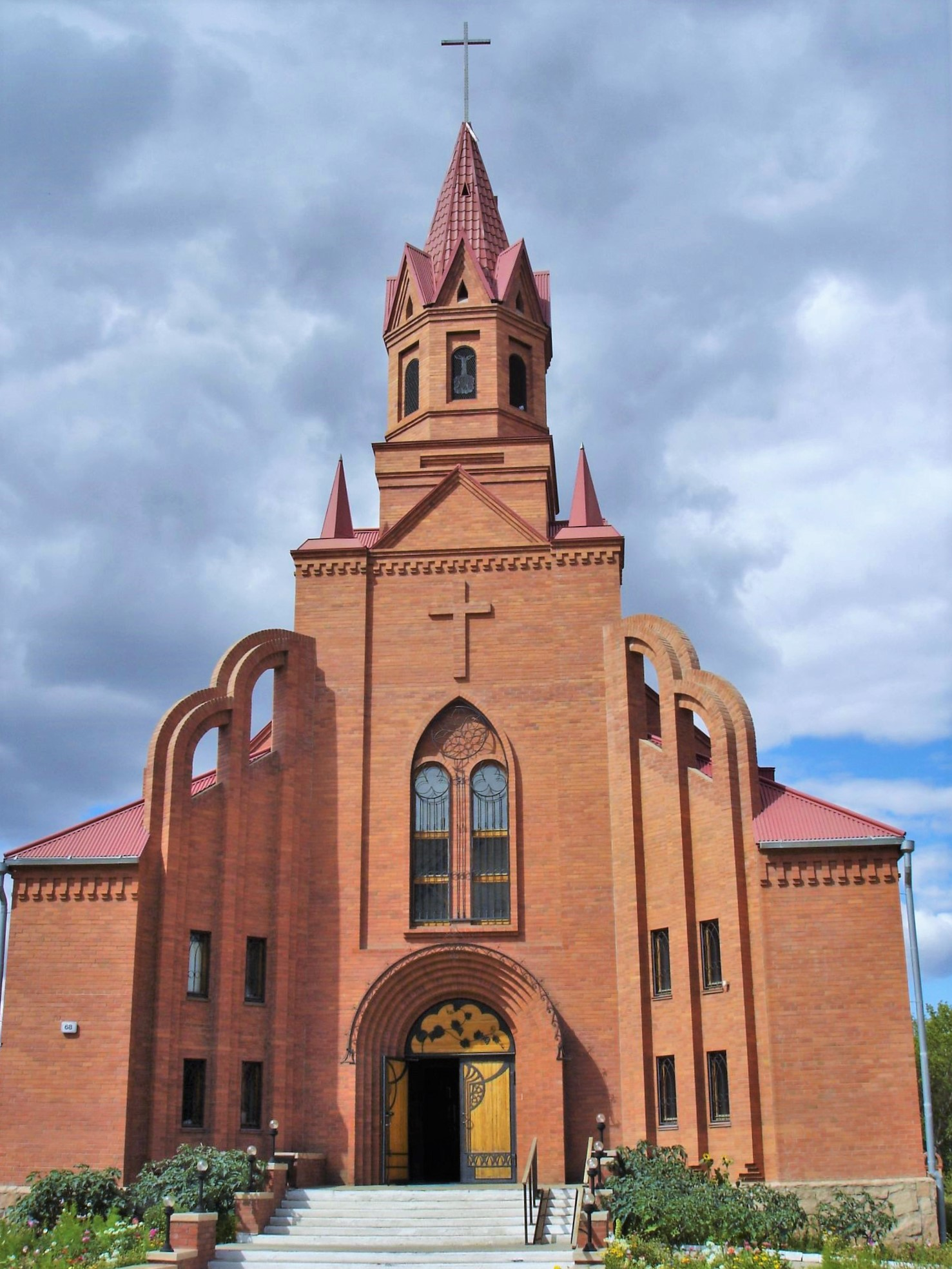
Католическая церковь Святой Терезы Младенца Иисуса

Католические структуры Казахстана

На территории страны образована одна архиепархия-митрополия Пресвятой Девы Марии с центром в Астане. Ей подчинены две епархии — Карагандинская и Епархия Пресвятой Троицы с центром в Алма-Ате, а также Апостольская администратура Атырау. Общее число католиков в Казахстане около 180 тысяч, по данным на 2004 год зарегистрировано 50 приходов, в них работают 72 священника.

## Протестантизм

### Христиане веры евангельской (пятидесятники)
По числу официально зарегистрированных протестантских церквей в Казахстане лидируют Христиане веры евангельской (пятидесятники). На начало 2011 года пятидесятническими были 400 зарегистрированных общин. В связи с новым законодательством в 2012 году все религиозные общины были обязаны перерегистрироваться в Комитете по делам религий Казахстана. На конец 2015 года перерегистрацию прошли 216 пятидесятнических общин. Самыми крупными пятидесятническими союзами являются «Новая жизнь» (38 общин, 2012 год), «Источник» (28 общин), Миссия «Агапэ» (23 общины), Церковь полного Евангелия «Сун Бок Ым» (9 общин), «Жатва» (5 общин). При этом, часть пятидесятников принципиально не регистрируют свою общины у государства; к таковым относятся приходы Объединённой церкви христиан веры евангельской (50 общин в 2001 году). В стране также действуют пятидесятники-единственники из т. н. «Церкви Господа Иисуса Христа» (40 общин и 3 тыс. членов в 2003 году); их самые крупные общины имеются в Караганде и Алма-Ате. Среди крупных международных пятидесятнических объединений следует отметить Ассамблеи Бога, Церковь Бога и Церковь Бога пророчеств. Вместе с ростом числа общин растёт и общее число верующих-пятидесятников. Если в 1989 году в крае проживало 2,5 тыс. пятидесятников, то к 2001 году их число выросло до 38 тыс.

### Баптисты
Большинство баптистов Казахстана входит в Союз церквей евангельских христиан баптистов. Из-за продолжающейся эмиграции немцев и русских, численность верующих-баптистов снижается. На начало 2015 года взрослыми крещёнными членами союза были 8,3 тыс. человек; служением союза также охвачены 2 тыс. подростков и молодёжи и 3,5 тыс. детей. Союз объединяет 231 церковь и 244 группы (зарегистрирована 181 община); действует 250 молитвенных домов. Духовный центр союза находится в Сарани. В 2006 году служители Союза проголосовали за выход из Европейской баптистской федерации и Всемирного баптистского альянса; причиной выхода стала практика рукоположения женщин, харизматические веяния и общее снижение авторитета Библии в ряде зарубежных баптистских церквей. При этом, Союз по прежнему является частью Евро-азиатской федерации союзов ЕХБ.
В стране также имеются сторонники МСЦ ЕХБ; в 2010 году прихожанами 45 общин МСЦ ЕХБ были 7,5 тыс. человек (из которых членами церкви являлись 2 тыс.). В Казахстане также действуют общины корейских баптистов.

### Лютеранство
Евангелическо-лютеранская церковь в Республике Казахстан (ЕЛЦРК) — лютеранская община Казахстана. Насчитывает 54 прихода, которые объединены в 6 филиалов. Центр располагается в Астане. Имеет епископально-синодальное управление. Епископ — Юрий Тимофеевич Новгородов. При церкви имеется духовная семинария. Основу казахстанских лютеран составили депортированные немцы.

### Церковь адвентистов седьмого дня
В Казахстане адвентисты седьмого дня появились в начале XX века. Первые адвентистские общины появились в 1902 году в городах Усть-Каменогорске, Семипалатинске. А также в посёлке Рождественка Акмолинской области, в Кустанайской области. В 2002 году Церковь АСД в Казахстане отмечало своё столетие.